# Marcel Magnat
Marcel Magnat, né à Lyon (Rhône) le 12 septembre 1907 et mort à Paris le 17 février 1985, est un acteur français.

## Filmographie
- 1932 : Les Gaietés de l'escadron de Maurice Tourneur : Laigrepin
- 1933 : Lidoire de Maurice Tourneur (court métrage)
- 1945 : La Ferme du pendu de Jean Dréville
- 1945 : Master Love de Robert Péguy
- 1946 : Messieurs Ludovic de Jean-Paul Le Chanois
- 1946 : Monsieur Grégoire s'évade de Jacques Daniel-Norman
- 1946 : Patrie de Louis Daquin
- 1946 : Le Testament de René Jayet (court métrage)
- 1946 : Pas un mot à la reine mère de Maurice Cloche : le premier opérateur
- 1949 : Le Coup de chapeau de Louis Merlin (court métrage)
- 1949 : Hôtel des artistes : Sombre affaire de Jean Perdrix (court métrage)
- 1951 : Sans laisser d'adresse de Jean-Paul Le Chanois : un agent
- 1950 : Hôtel des Artistes : Saisie de Jean Perdrix (court métrage)
- 1951 : Agence matrimoniale de Jean-Paul Le Chanois
- 1953 : Des quintuplés au pensionnat de René Jayet

## Théâtre
- 1974 : La Tour de Nesle d'Alec Pierre Quince d'après Alexandre Dumas, mise en scène Archibald Panmach[réf. nécessaire], Théâtre de la Porte-Saint-Martin